# Georges Héritier
Georges Héritier, né le 18 août 1914 à Villeurbanne dans le Rhône, mort le 26 décembre 1996 à Aubry-en-Exmes, dans l'Orne, est pendant la Seconde Guerre mondiale un officier des Forces françaises libres qu'il rejoint en juillet 1943.
Il sert principalement dans les activités de renseignement et d'action. Successivement délégué militaire départemental de l'Indre et délégué militaire régional adjoint de la région « R5 » (Limoges), il unifie les Forces françaises de l'intérieur, dirige les sabotages des voies ferrées, organise et approvisionne les maquis, puis participe à la Libération et effectue une mission de renseignement en Allemagne. Il est compagnon de la Libération.

## Biographie
Georges Héritier est né en 1914, peu après le début de la Première Guerre mondiale. Il a trois ans lorsque son père est tué au front en 1917.

### Études, fonctionnaire en Afrique
Après ses études secondaires, il passe son baccalauréat à Lyon, puis entreprend en 1934 des études supérieures à l'École de la marine marchande à Marseille. Il effectue son service militaire de 1935 à 1937, en tant que sous-officier au 4e régiment du génie, à Grenoble. Il est ensuite fonctionnaire du Trésor, en Côte d'Ivoire.

### Début de la Seconde Guerre mondiale
La Seconde Guerre mondiale éclate en septembre 1939 et l'immobilise à Casablanca au début d'un tour du monde qu'il a commencé à Marseille avec son épouse. Mobilisé dans le génie, Héritier est envoyé en Afrique-Occidentale française, à Dakar.
Démobilisé en août 1940, il retourne en Côte d'Ivoire, cette fois en tant qu'exploitant forestier, et planteur. Mais il quitte cette situation pour s'engager dans les Corps francs d'Afrique. Il sert comme sergent au Maroc, ensuite en Algérie.

### Rallie la France combattante
C'est là, à Alger, qu'il choisit en juillet 1943 de passer du côté de la France combattante, et par l'intermédiaire d'un ami contacte le Bureau central de renseignements et d'action (BCRA).
Il est nommé en métropole comme officier instructeur, dans la Région « R5 », celle de Limoges, où il seconde Eugène Déchelette avec efficacité. Mais son activité le fait repérer ; il est capturé le 5 avril 1944 dans une souricière. Fait prisonnier, il se libère lors du transport en automobile, en tuant le conducteur ; il est blessé mais parvient à s'évader en assurant aussi l'évasion de ses camarades.
Après cette évasion, Héritier obtient l'autorisation de rester dans la même région, malgré les risques liés à la diffusion de son signalement et la connaissance policière de son activité. Il continue alors son action, et communique au délégué militaire régional les différents contacts, et les différents aspects de la vie clandestine.

### Délégué militaire départemental, puis régional

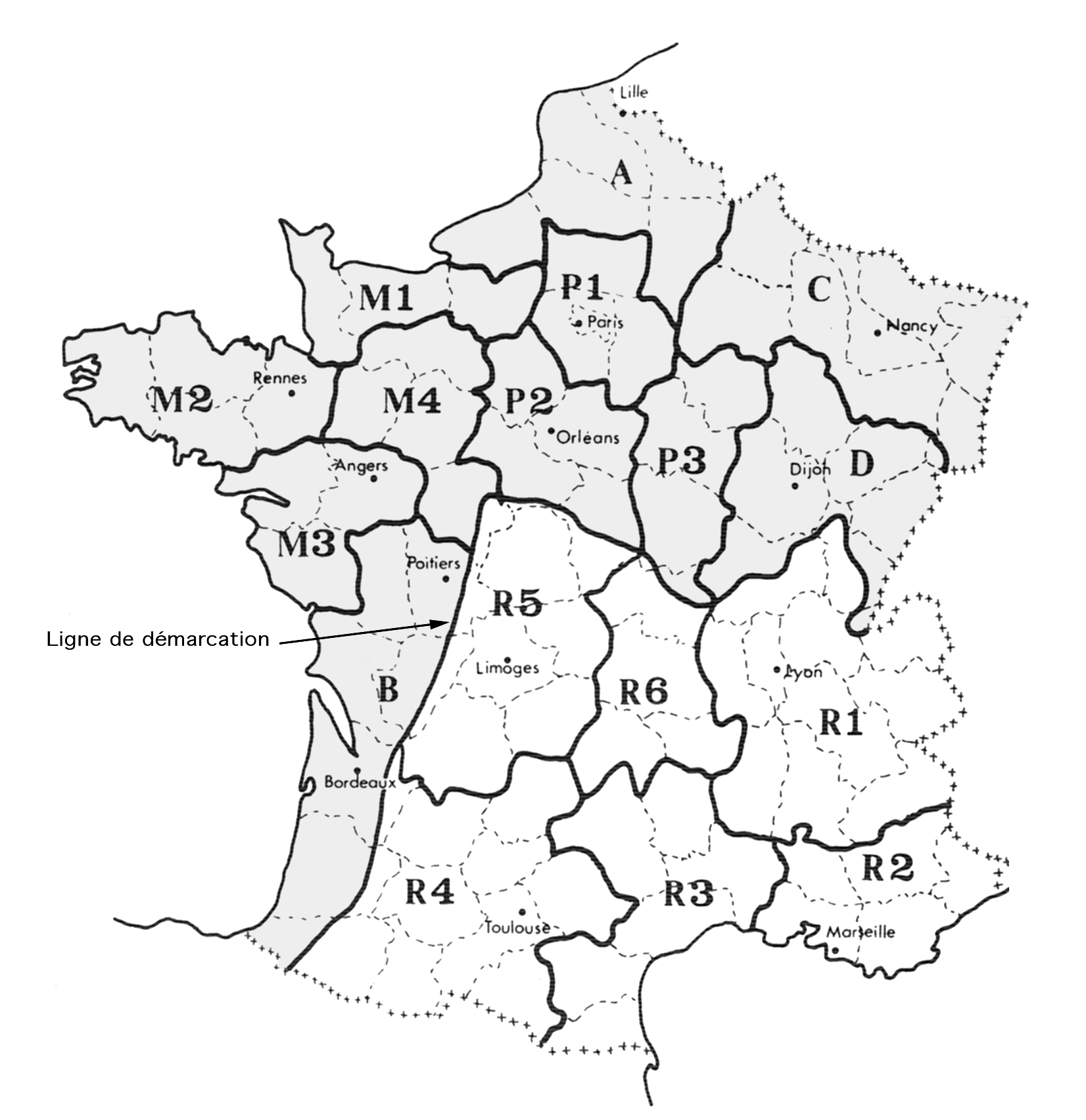
Héritier organise comme DMR adjoint la région « R5 » de la Résistance.

Héritier est nommé en mai 1944 délégué militaire départemental pour l'Indre, en tant que « chargé de mission de 1re classe ». Il unifie alors les composantes locales de la Résistance, au sein des Forces françaises de l'intérieur (FFI). Il coordonne les principales actions, et assure efficacement la réussite de l'ensemble des missions confiées par l'état-major des FFI à Londres.
Il se charge de diriger lui-même quatre fois, sur ordre de Londres, les opérations de sabotage des voies ferrées qui auraient permis aux Allemands d'acheminer des renforts pour la bataille de Normandie. Il est promu capitaine dans la Résistance, par le général Kœnig.
Georges Héritier est nommé délégué militaire régional adjoint, fin juillet 1944. Il est ainsi le second d'« Ellipse » qu'il accompagne dans ses inspections. Il est particulièrement chargé d'organiser les différents maquis et leurs unités dans le vaste maquis du Limousin, ainsi que de leur répartir les moyens logistiques parachutés, notamment l'armement. Il prend part à la lutte armée dans les combats pour la libération des villes.

### Mission en Allemagne

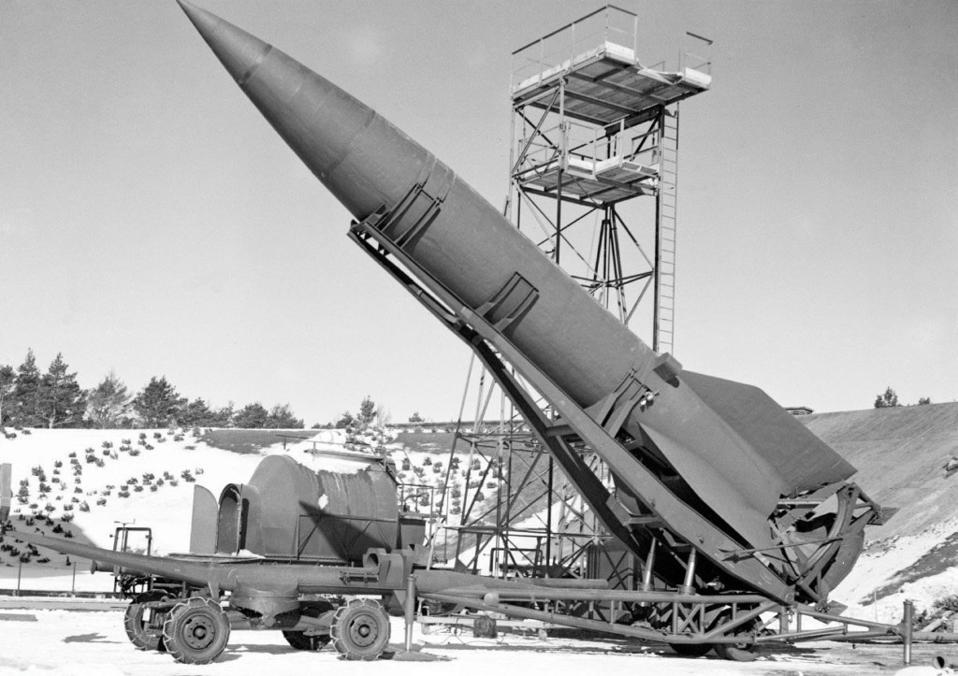
Héritier recueille des emplacements de rampes de lancement des V2.

Une fois la région libérée, Héritier est nommé en octobre 1944 à la Direction générale des études et recherches (DGER) qui prend la suite du Bureau central de renseignements et d'action (BCRA). Il reçoit alors en Grande-Bretagne la formation nécessaire pour implanter un poste de renseignement en Allemagne où il doit être parachuté avec ses agents.
Mais l'avion qui les transporte le 21 février 1945 est atteint par un avion de chasse ennemi. Héritier et un de ses agents sont les seuls rescapés. Après avoir marché pendant treize nuits, ils parviennent malgré les difficultés à rejoindre les Alliés dans la partie libérée des Pays-Bas.
Il communique alors aux Canadiens les importants renseignements qu'il a pu recueillir concernant les emplacements des rampes de lancement des V2 et des batteries de DCA. Il est ensuite rapatrié à Londres à la mi-avril 1945.

### Après-guerre
Il est créé Compagnon de la Libération par le décret du 17 novembre 1945.
Après la guerre, Héritier reprend en Côte d'Ivoire son activité d'exploitant forestier et de planteur. Il est membre du Rassemblement du peuple français (RPF), il échange des correspondances avec Jacques Foccart qui l'invite à rencontrer de Gaulle en 1953 et qui réside chez lui en décembre 1956 lors de son passage en Côte d'Ivoire,.
Georges Héritier est mort le 26 décembre 1996 à Aubry-en-Exmes, dans l'Orne.

## Distinctions
- Commandeur de la Légion d'honneur
- Compagnon de la Libération par décret du 17 novembre 1945[1]
- Croix de guerre 1939–1945, palme de bronze
- Ordre du Service distingué (Royaume-Uni)